# Stanisław Witek (lekkoatleta)
Stanisław Witek (ur. 24 kwietnia 1960) – polski lekkoatleta specjalizujący się w rzucie oszczepem.

## Kariera sportowa
Wielokrotny medalista mistrzostw Polski - trzy razy stawał na najwyższym stopniu podium. Bronił barw Gryfa Słupsk. Rekordy życiowe: starym modelem oszczepu - 85,10 m (22 września 1984, Białogard); nowym modelem - 80,58 m (17 września 1989, Słupsk).